# Wollongong Wolves Football Club
South Coast Wolves Football Club es un equipo de fútbol semiprofesional de Australia, situado en Wollongong (Nueva Gales del Sur). Fue fundado en 1980. Actualmente se desempeña en la Liga Premier Nacional de Nueva Gales del Sur (National Premier Leagues NSW), segunda categoría del fútbol australiano.
Conocido históricamente como Wollongong Wolves, dos veces campeón de la National Soccer League, en 2009 se refundó por motivos económicos como una organización comunitaria local.

## Historia
El equipo de Wollongong se funda en 1980, y no es hasta la década de 1990 cuando comienza a destacar en el campeonato profesional de la National Soccer League. En 2000 llegó a la gran final por el campeonato australiano, el cual venció tras ganar a Perth Glory. Los Wolves consiguieron revalidar ese campeonato en 2001, al ganar a South Melbourne FC por 2-1.
Cuando se creó la A-League y el anterior campeonato desapareció, Wollongong pasó a ser un equipo de la Liga de Nueva Gales del Sur, convirtiéndose en uno de sus referentes. En 2008 el equipo ganó el título de liga, siendo su último año como "Lobos".
En diciembre de 2007 el CEO de Wollongong, Jock Morlando, anunció que los Wolves pasarían a llamarse Wollongong FC, pasando a sufrir la entidad una profunda remodelación. Ello se debe a que el equipo tenía una deuda estimada en 240.000 dólares australianos que no podía saldar con los jugadores y técnicos. En 2009 se terminó la transformación, por la que el equipo pasaba a estar dirigido por la comunidad. En su primera temporada terminaron en último lugar, ganando solo un partido.
En noviembre de 2009 el equipo recuperó los derechos del nombre Wolves, y pasó a llamarse South Coast Wolves Football Club.

## Palmarés

### Torneos nacionales (1)
- National Soccer League (2): (2000, 2001)

### Títulos internacionales (1)
- Liga de Campeones de la OFC (1): (2001)